# Circuit Het Nieuwsblad féminin 2022
Pour la course masculine, voir Circuit Het Nieuwsblad 2022.
La 17e édition du Circuit Het Nieuwsblad féminin a eu lieu le 26 février 2022. La course fait partie du calendrier international féminin UCI 2022 en catégorie 1.Pro. C'est également la première épreuve internationale disputée en Europe pour les féminines et est considérée comme le début de la saison des classiques. Elle est remportée par la Néerlandaise Annemiek van Vleuten.

## Présentation

### Équipes
| UCI Women's WorldTeams (12)- Team BikeExchange-Jayco - Canyon-SRAM Racing - EF Education-TIBCO-SVB - FDJ Nouvelle Aquitaine Futuroscope - Team Jumbo-Visma - Liv Racing Xstra - Movistar Team - Team DSM - SD Worx - Trek-Segafredo - UAE Team ADQ - Uno-X Pro Cycling Team Équipes féminines continentales (12)- Arkéa Pro Cycling Team - Bingoal-Chevalmeire-Van Eyck Sport - Ceratizit-WNT Pro Cycling - Cofidis - Le col-Wahoo - Lotto Soudal Ladies - Multum Accountants - AG Insurance NXTG - Parkhotel Valkenburg - Coop-Hitec Products - Rupelcleaning - Valcar-Travel & Service |
| |

### Parcours
Le départ fictif est donné depuis Gand et celui officiel à Merelbeke. L'arrivée se trouve à Ninove.
Le Molenberg est notablement évité, tandis que la Marlboroughstraat et la Biesestraat sont référencées. Neuf monts sont au programme de cette édition, dont certains recouverts de pavés :
| Mont | Nom               | Km    | Revêtement | Longueur (m) | Pente moyenne | Pente maxi | Km de l'arrivée |
| ---- | ----------------- | ----- | ---------- | ------------ | ------------- | ---------- | --------------- |
| 1    | Edelareberg       | 68,8  | asphalte   | 1 525        | 4,2 %         | 7 %        | 59,6            |
| 2    | Wolvenberg        | 73,4  | asphalte   | 645          | 7,9 %         | 17,3 %     | 55,0            |
| 3    | Marlboroughstraat | 88,7  | asphalte   | 900          | 4,4 %         | 7 %        | 39,7            |
| 4    | Biesestraat       | 90,1  | asphalte   | 820          | 3,8 %         | 5,4 %      | 38,3            |
| 5    | Leberg            | 93,8  | asphalte   | 950          | 4,2 %         | 13,8 %     | 34,6            |
| 6    | Berendries        | 97,8  | asphalte   | 940          | 7 %           | 12,3 %     | 30,6            |
| 7    | Elverenberg       | 100,3 | asphalte   | 1 268        | 3,6 %         | 9 %        | 28,1            |
| 8    | Mur de Grammont   | 111,7 | pavés      | 475          | 9,3 %         | 19,8 %     | 16,7            |
| 9    | Bosberg           | 115,6 | pavés      | 980          | 5,8 %         | 11 %       | 12,8            |

En plus des traditionnels monts, il y a cinq secteurs pavés :
| Secteur | Nom           | Km   | Longueur (m) | Km de l'arrivée |
| ------- | ------------- | ---- | ------------ | --------------- |
| 1       | Huisepontweg  | 56,2 | 1 800        | 72,2            |
| 2       | Holleweg (nl) | 70,9 | 650          | 57,5            |
| 3       | Kerkgate      | 77,1 | 1 400        | 51,3            |
| 4       | Jagerij       | 79,7 | 800          | 48,7            |
| 5       | Haaghoek (nl) | 90,8 | 2 000        | 37,6            |

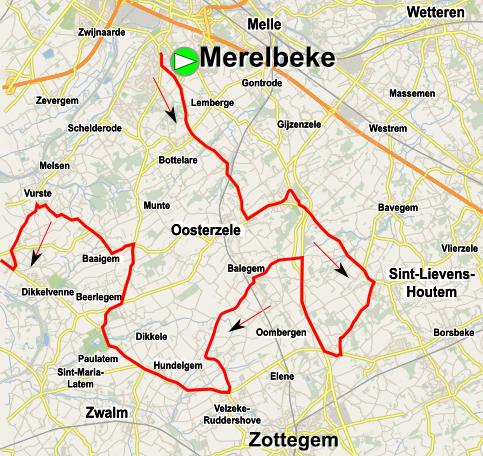
Partie nord de la course
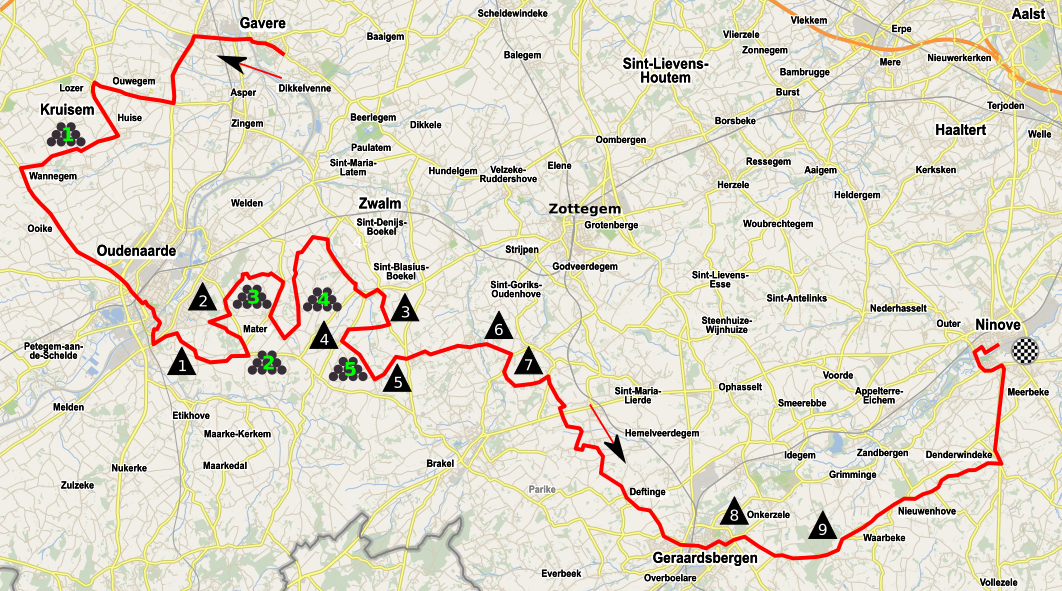
Partie sud de la course

## Favorites
La vainqueur sortante Anna van der Breggen a pris sa retraite. Annemiek van Vleuten vainqueur 2020 et qui vient de remporter une course en Espagne fait figure de favorite. Dans le même registre, Grace Brown est candidate à la victoire. Les sprinteuses à l'aise dans les classiques du Nord Marta Bastianelli, Lotte Kopecky, Elisa Balsamo ou Sarah Roy peuvent également l'emporter, tout comme la pure sprinteuse Lorena Wiebes si elle passe les obstacles.

## Récit de la course
Une échappée se forme en début de course. Elle contient : Emily Newsom, Kylie Waterreus, Svenja Betz, Fien Delbaere, Anastasia Carbonari et Laura Tomasi. Elle compte jusqu'à quatre minutes d'avance mais est reprise à quarante kilomètres de l'arrivée. Dans le Leberg, Marlen Reusser attaque. Elle est suivie par Ellen van Dijk, Anna Henderson et Liane Lippert. Elles obtiennent une minute d'avance. Sofia Bertizzolo part en poursuite, mais sans succès. L'approche du mur de Grammont réduit l'écart. Dans celui-ci, Anna Henderson est distancée. Les favorites, dont Annemiek van Vleuten et Demi Vollering, se détachent du peloton et reviennent sur la tête. Lotte Kopecky revient également seule de sorte que le Bosberg est abordé par un groupe d'une dizaine de coureuses. Dans celui-ci, Annemiek van Vleuten produit une attaque longue. Demi Vollering est la seule à pouvoir suivre, tant bien que mal. Avec Lotte Kopecky et Marlen Reusser dans le groupe de poursuite, Demi Vollering décide de ne pas prendre de relais à Annemiek van Vleuten qui parvient néanmoins à agrandir l'écart. Elles se disputent la victoire au sprint. Annemiek van Vleuten lance des 600 m avant une succession de courbes. Demi Vollering semble remonter sur la fin mais coince. Derrière, le peloton s'est reformé. Lorena Wiebes règle le sprint devant Elisa Balsamo.

## Classements

### Classement final
| \| Classement général \| Classement général \| Classement général \| Classement général \| Classement général \| \| Coureuse \| Coureuse \| Pays \| Équipe \| Temps \| \| ------------------ \| ------------------------- \| ------------------ \| ---------------------------------- \| ------------------ \| \| 1re \| Annemiek van Vleuten \| Pays-Bas \| Movistar Team \| 3 h 25 min 54 s \| \| 2e \| Demi Vollering \| Pays-Bas \| SD Worx \| + 0 s \| \| 3e \| Lorena Wiebes \| Pays-Bas \| Team DSM \| + 25 s \| \| 4e \| Elisa Balsamo \| Italie \| Trek-Segafredo \| + 25 s \| \| 5e \| Clara Copponi \| France \| FDJ-Nouvelle Aquitaine-Futuroscope \| + 25 s \| \| 6e \| Cecilie Uttrup Ludwig \| Danemark \| FDJ-Nouvelle Aquitaine-Futuroscope \| + 25 s \| \| 7e \| Anna Henderson \| Royaume-Uni \| Team Jumbo-Visma \| + 25 s \| \| 8e \| Maria Giulia Confalonieri \| Italie \| Ceratizit-WNT Pro Cycling \| + 25 s \| \| 9e \| Marta Bastianelli \| Italie \| UAE Team ADQ \| + 25 s \| \| 10e \| Julie Norman Leth \| Danemark \| Uno-X Pro Cycling Team \| + 25 s \| |                           |             |                                    |                 |
| |                           |             |                                    |                 |
| Source : ProCyclingStats |                           |             |                                    |                 |
| Classement général |                           |             |                                    |                 |
| Coureuse | Coureuse                  | Pays        | Équipe                             | Temps           |
| 1re | Annemiek van Vleuten      | Pays-Bas    | Movistar Team                      | 3 h 25 min 54 s |
| 2e | Demi Vollering            | Pays-Bas    | SD Worx                            | + 0 s           |
| 3e | Lorena Wiebes             | Pays-Bas    | Team DSM                           | + 25 s          |
| 4e | Elisa Balsamo             | Italie      | Trek-Segafredo                     | + 25 s          |
| 5e | Clara Copponi             | France      | FDJ-Nouvelle Aquitaine-Futuroscope | + 25 s          |
| 6e | Cecilie Uttrup Ludwig     | Danemark    | FDJ-Nouvelle Aquitaine-Futuroscope | + 25 s          |
| 7e | Anna Henderson            | Royaume-Uni | Team Jumbo-Visma                   | + 25 s          |
| 8e | Maria Giulia Confalonieri | Italie      | Ceratizit-WNT Pro Cycling          | + 25 s          |
| 9e | Marta Bastianelli         | Italie      | UAE Team ADQ                       | + 25 s          |
| 10e | Julie Norman Leth         | Danemark    | Uno-X Pro Cycling Team             | + 25 s          |

### Points UCI
| Position           | 1er | 2e  | 3e  | 4e  | 5e | 6e | 7e | 8e | 9e | 10e | 11e | 12e | 13e | 14e | 15e | 16e à 25e |
| Classement général | 200 | 150 | 125 | 100 | 85 | 70 | 60 | 50 | 40 | 35  | 30  | 25  | 20  | 15  | 10  | 5         |

## Liste des participants
| Légende | Légende                                                                    | Légende | Légende                                                    |
| ------- | -------------------------------------------------------------------------- | ------- | ---------------------------------------------------------- |
| Num     | Dossard de départ porté par le coureur sur ce Circuit Het Nieuwsblad       | Pos     | Position à l'arrivée de la course                          |
|         | Indique un maillot de champion national ou mondial, suivi de sa spécialité | NP      | Indique un coureur qui n'a pas pris le départ de la course |
| AB      | Indique un coureur qui n'a pas terminé la course                           | HD      | Indique un coureur qui a terminé la course hors des délais |

| SD Worx SDW | SD Worx SDW                       | SD Worx SDW |
| ----------- | --------------------------------- | ----------- |
| Num         | Coureuse                          | Pos         |
| 1           | Lotte Kopecky (BEL) (route)       | 27e         |
| 2           | Chantal van den Broek-Blaak (NED) | 38e         |
| 3           | Elena Cecchini (ITA)              | 42e         |
| 4           | Lonneke Uneken (NED)              | 115e        |
| 5           | Marlen Reusser (SUI) (route)      | 36e         |
| 6           | Demi Vollering (NED)              | 2e          |

| Trek-Segafredo TFS | Trek-Segafredo TFS                 | Trek-Segafredo TFS |
| ------------------ | ---------------------------------- | ------------------ |
| Num                | Coureuse                           | Pos                |
| 11                 | Elisa Balsamo (ITA) (route)        | 4e                 |
| 12                 | Audrey Cordon-Ragot (FRA)          | 65e                |
| 13                 | Chloe Hosking (AUS)                | 56e                |
| 14                 | Elynor Bäckstedt (GBR)             | 108e               |
| 15                 | Elisa Longo Borghini (ITA) (route) | 43e                |
| 16                 | Ellen van Dijk (NED) (route)       | 17e                |

| Lotto Soudal Ladies LSL | Lotto Soudal Ladies LSL  | Lotto Soudal Ladies LSL |
| ----------------------- | ------------------------ | ----------------------- |
| Num                     | Coureuse                 | Pos                     |
| 21                      | Mijntje Geurts (NED)     | 81e                     |
| 22                      | Kylie Waterreus (NED)    | 80e                     |
| 23                      | Katrijn De Clercq (BEL)  | 48e                     |
| 24                      | Mieke Docx (BEL)         | 82e                     |
| 25                      | Josie Knight (GBR)       | 78e                     |
| 26                      | Abby-Mae Parkinson (GBR) | 89e                     |

| Canyon-SRAM Racing CSR | Canyon-SRAM Racing CSR     | Canyon-SRAM Racing CSR |
| ---------------------- | -------------------------- | ---------------------- |
| Num                    | Coureuse                   | Pos                    |
| 31                     | Katarzyna Niewiadoma (POL) | 41e                    |
| 32                     | Shari Bossuyt (BEL)        | 28e                    |
| 33                     | Chloé Dygert (USA)         | 26e                    |
| 34                     | Lisa Klein (GER)           | 97e                    |
| 35                     | Alice Barnes (GBR)         | 33e                    |
| 36                     | Sarah Roy (AUS)            | 104e                   |

| EF Education-TIBCO-SVB TIB | EF Education-TIBCO-SVB TIB | EF Education-TIBCO-SVB TIB |
| -------------------------- | -------------------------- | -------------------------- |
| Num                        | Coureuse                   | Pos                        |
| 41                         | Magdeleine Vallieres (CAN) | 35e                        |
| 42                         | Letizia Borghesi (ITA)     | 21e                        |
| 43                         | Emma Langley (USA)         | AB                         |
| 44                         | Emily Newsom (USA)         | 88e                        |

| FDJ-Nouvelle Aquitaine-Futuroscope FSF | FDJ-Nouvelle Aquitaine-Futuroscope FSF | FDJ-Nouvelle Aquitaine-Futuroscope FSF |
| -------------------------------------- | -------------------------------------- | -------------------------------------- |
| Num                                    | Coureuse                               | Pos                                    |
| 51                                     | Grace Brown (AUS)                      | 32e                                    |
| 52                                     | Clara Copponi (FRA)                    | 5e                                     |
| 54                                     | Eugénie Duval (FRA)                    | 55e                                    |
| 55                                     | Vittoria Guazzini (ITA)                | 39e                                    |
| 56                                     | Maëlle Grossetête (FRA)                | 67e                                    |

| Liv Racing Xstra LIV | Liv Racing Xstra LIV      | Liv Racing Xstra LIV |
| -------------------- | ------------------------- | -------------------- |
| Num                  | Coureuse                  | Pos                  |
| 61                   | Sabrina Stultiens (NED)   | 40e                  |
| 62                   | Amber van der Hulst (NED) | 101e                 |
| 63                   | Valerie Demey (BEL)       | 37e                  |
| 64                   | Jeanne Korevaar (NED)     | 23e                  |
| 65                   | Marta Jaskulska (POL)     | AB                   |
| 66                   | Quinty Ton (NED)          | 79e                  |

| Movistar Team MOV | Movistar Team MOV          | Movistar Team MOV |
| ----------------- | -------------------------- | ----------------- |
| Num               | Coureuse                   | Pos               |
| 71                | Annemiek van Vleuten (NED) | 1re               |
| 72                | Alicia González (ESP)      | 64e               |
| 73                | Barbara Guarischi (ITA)    | 95e               |
| 74                | Emma Norsgaard (DEN)       | 6e                |
| 75                | Sara Martín (ESP)          | 94e               |
| 76                | Aude Biannic (FRA)         | 93e               |

| Team BikeExchange-Jayco BEX | Team BikeExchange-Jayco BEX | Team BikeExchange-Jayco BEX |
| --------------------------- | --------------------------- | --------------------------- |
| Num                         | Coureuse                    | Pos                         |
| 81                          | Nina Kessler (NED)          | 90e                         |
| 82                          | Teniel Campbell (TTO)       | 77e                         |
| 83                          | Kristen Faulkner (USA)      | 60e                         |
| 84                          | Georgia Baker (AUS)         | 25e                         |
| 85                          | Ruby Roseman-Gannon (AUS)   | 12e                         |
| 86                          | Ane Santesteban (ESP)       | 66e                         |

| Arkéa Pro Cycling Team ARK | Arkéa Pro Cycling Team ARK    | Arkéa Pro Cycling Team ARK |
| -------------------------- | ----------------------------- | -------------------------- |
| Num                        | Coureuse                      | Pos                        |
| 91                         | Charlotte Becker (GER)        | AB                         |
| 92                         | Pauline Allin (FRA)           | 99e                        |
| 93                         | Lucie Jounier (FRA)           | 49e                        |
| 94                         | Typhaine Laurance (FRA)       | 96e                        |
| 95                         | Marie-Morgane Le Deunff (FRA) | 107e                       |
| 96                         | Greta Richioud (FRA)          | 112e                       |

| Bingoal-Chevalmeire-Van Eyck Sport BCV | Bingoal-Chevalmeire-Van Eyck Sport BCV | Bingoal-Chevalmeire-Van Eyck Sport BCV |
| -------------------------------------- | -------------------------------------- | -------------------------------------- |
| Num                                    | Coureuse                               | Pos                                    |
| 101                                    | Julie Hendrickx (BEL)                  | AB                                     |
| 102                                    | Minke Bakker (NED)                     | AB                                     |
| 103                                    | Noa Jansen (NED)                       | AB                                     |
| 104                                    | Danique Braam (NED)                    | 69e                                    |
| 105                                    | Naomi de Roeck (BEL)                   | AB                                     |
| 106                                    | Claudia Jongerius (NED)                | 86e                                    |

| Ceratizit-WNT Pro Cycling WNT | Ceratizit-WNT Pro Cycling WNT       | Ceratizit-WNT Pro Cycling WNT |
| ----------------------------- | ----------------------------------- | ----------------------------- |
| Num                           | Coureuse                            | Pos                           |
| 111                           | Maria Giulia Confalonieri (ITA)     | 8e                            |
| 112                           | Marta Lach (POL)                    | 83e                           |
| 113                           | Lizbeth Salazar (MEX) (route)       | AB                            |
| 114                           | Kathrin Schweinberger (AUT) (route) | 114e                          |
| 115                           | Lea Lin Teutenberg (GER)            | 74e                           |
| 116                           | Lara Vieceli (ITA)                  | 106e                          |

| Cofidis COF | Cofidis COF                   | Cofidis COF |
| ----------- | ----------------------------- | ----------- |
| Num         | Coureuse                      | Pos         |
| 121         | Gabrielle Pilote Fortin (CAN) | 72e         |
| 122         | Victoire Berteau (FRA)        | 62e         |
| 123         | Alana Castrique (BEL)         | AB          |
| 124         | Valentine Fortin (FRA)        | 68e         |
| 126         | Martina Alzini (ITA)          | 44e         |

| IBCT IBC | IBCT IBC                       | IBCT IBC |
| -------- | ------------------------------ | -------- |
| Num      | Coureuse                       | Pos      |
| 131      | Sara Van de Vel (BEL)          | 113e     |
| 132      | Svenja Betz (GER)              | AB       |
| 133      | Antonia Gröndahl (FIN) (route) | AB       |
| 134      | Alice Sharpe (IRL)             | 87e      |
| 135      | Elizabeth Bennett (GBR)        | AB       |
| 136      | Fien Van Eynde (BEL)           | AB       |

| Le Col-Wahoo DRP | Le Col-Wahoo DRP              | Le Col-Wahoo DRP |
| ---------------- | ----------------------------- | ---------------- |
| Num              | Coureuse                      | Pos              |
| 141              | Jesse Vandenbulcke (BEL)      | 20e              |
| 142              | April Tacey (GBR)             | 100e             |
| 143              | Marjolein van 't Geloof (NED) | 71e              |
| 144              | Maike van der Duin (NED)      | 46e              |
| 145              | Elizabeth Holden (GBR)        | 34e              |
| 146              | Alice Towers (GBR)            | 61e              |

| Multum Accountants MUL | Multum Accountants MUL    | Multum Accountants MUL |
| ---------------------- | ------------------------- | ---------------------- |
| Num                    | Coureuse                  | Pos                    |
| 151                    | Fien Delbaere (BEL)       | AB                     |
| 152                    | Sara Maes (BEL)           | AB                     |
| 153                    | Mareille Meijering (NED)  | 19e                    |
| 154                    | Megan Panton (GBR)        | AB                     |
| 155                    | Céline van Houtum (NED)   | 109e                   |
| 156                    | Bente van Teeseling (NED) | AB                     |

| AG Insurance NXTG AGI | AG Insurance NXTG AGI | AG Insurance NXTG AGI |
| --------------------- | --------------------- | --------------------- |
| Num                   | Coureuse              | Pos                   |
| 161                   | Lone Meertens (BEL)   | 98e                   |
| 162                   | Julia Borgström (SWE) | 14e                   |
| 163                   | Gaia Masetti (ITA)    | 92e                   |
| 164                   | Mylène de Zoete (NED) | 116e                  |
| 165                   | Ilse Pluimers (NED)   | 105e                  |
| 166                   | Maud Rijnbeek (NED)   | 73e                   |

| Pays-Bas NED | Pays-Bas NED         | Pays-Bas NED |
| ------------ | -------------------- | ------------ |
| Num          | Coureuse             | Pos          |
| 171          | Pien Limpens         | AB           |
| 172          | Mischa Bredewold     | 31e          |
| 173          | Femke Gerritse       | 54e          |
| 174          | Leonie Bos           | AB           |
| 175          | Rosalie Van der Wolf | 110e         |
| 176          | Anne Van Rooijen     | 111e         |

| Coop-Hitec Products HPU | Coop-Hitec Products HPU        | Coop-Hitec Products HPU |
| ----------------------- | ------------------------------ | ----------------------- |
| Num                     | Coureuse                       | Pos                     |
| 181                     | Emma Boogaard (NED)            | AB                      |
| 182                     | Caroline Andersson (SWE)       | 70e                     |
| 183                     | Pernille Larsen Feldmann (NOR) | AB                      |
| 184                     | Ingvild Gåskjenn (NOR)         | 52e                     |
| 185                     | Josie Nelson (GBR)             | 102e                    |
| 186                     | Jessica Roberts (GBR)          | AB                      |

| Team DSM DSM | Team DSM DSM                  | Team DSM DSM |
| ------------ | ----------------------------- | ------------ |
| Num          | Coureuse                      | Pos          |
| 191          | Lorena Wiebes (NED)           | 3e           |
| 192          | Franziska Koch (GER)          | 47e          |
| 193          | Charlotte Kool (NED)          | 91e          |
| 194          | Liane Lippert (GER)           | 29e          |
| 195          | Floortje Mackaij (NED)        | 18e          |
| 196          | Pfeiffer Georgi (GBR) (route) | 45e          |

| Team Jumbo-Visma TJV | Team Jumbo-Visma TJV   | Team Jumbo-Visma TJV |
| -------------------- | ---------------------- | -------------------- |
| Num                  | Coureuse               | Pos                  |
| 201                  | Anna Henderson (GBR)   | 7e                   |
| 202                  | Teuntje Beekhuis (NED) | 57e                  |
| 203                  | Romy Kasper (GER)      | 51e                  |
| 204                  | Anouska Koster (NED)   | 24e                  |
| 205                  | Karlijn Swinkels (NED) | 11e                  |
| 206                  | Jip van den Bos (NED)  | 53e                  |

| Valcar-Travel & Service VAL | Valcar-Travel & Service VAL | Valcar-Travel & Service VAL |
| --------------------------- | --------------------------- | --------------------------- |
| Num                         | Coureuse                    | Pos                         |
| 211                         | Chiara Consonni (ITA)       | 16e                         |
| 212                         | Anastasia Carbonari (LAT)   | 118e                        |
| 213                         | Eleonora Gasparrini (ITA)   | 58e                         |
| 214                         | Karolina Kumięga (POL)      | 84e                         |
| 215                         | Silvia Persico (ITA)        | 22e                         |
| 216                         | Ilaria Sanguineti (ITA)     | 117e                        |

| UAE Team ADQ UAD | UAE Team ADQ UAD            | UAE Team ADQ UAD |
| ---------------- | --------------------------- | ---------------- |
| Num              | Coureuse                    | Pos              |
| 221              | Marta Bastianelli (ITA)     | 9e               |
| 222              | Sofia Bertizzolo (ITA)      | 15e              |
| 223              | Eugenia Bujak (SLO) (route) | 30e              |
| 224              | Alessia Patuelli (ITA)      | 59e              |
| 225              | Laura Tomasi (ITA)          | 75e              |
| 226              | Anna Trevisi (ITA)          | 76e              |

| Uno-X Pro Cycling Team UXT | Uno-X Pro Cycling Team UXT  | Uno-X Pro Cycling Team UXT |
| -------------------------- | --------------------------- | -------------------------- |
| Num                        | Coureuse                    | Pos                        |
| 231                        | Susanne Andersen (NOR)      | 50e                        |
| 232                        | Hannah Barnes (GBR)         | 63e                        |
| 233                        | Rebecca Koerner (DEN)       | 103e                       |
| 234                        | Julie Norman Leth (DEN)     | 10e                        |
| 235                        | Mie Bjørndal Ottestad (NOR) | 85e                        |
| 236                        | Anne Dorthe Ysland (NOR)    | 13e                        |

| SD Worx SDW | SD Worx SDW                       | SD Worx SDW |
| ----------- | --------------------------------- | ----------- |
| Num         | Coureuse                          | Pos         |
| 1           | Lotte Kopecky (BEL) (route)       | 27e         |
| 2           | Chantal van den Broek-Blaak (NED) | 38e         |
| 3           | Elena Cecchini (ITA)              | 42e         |
| 4           | Lonneke Uneken (NED)              | 115e        |
| 5           | Marlen Reusser (SUI) (route)      | 36e         |
| 6           | Demi Vollering (NED)              | 2e          |

| Trek-Segafredo TFS | Trek-Segafredo TFS                 | Trek-Segafredo TFS |
| ------------------ | ---------------------------------- | ------------------ |
| Num                | Coureuse                           | Pos                |
| 11                 | Elisa Balsamo (ITA) (route)        | 4e                 |
| 12                 | Audrey Cordon-Ragot (FRA)          | 65e                |
| 13                 | Chloe Hosking (AUS)                | 56e                |
| 14                 | Elynor Bäckstedt (GBR)             | 108e               |
| 15                 | Elisa Longo Borghini (ITA) (route) | 43e                |
| 16                 | Ellen van Dijk (NED) (route)       | 17e                |

| Lotto Soudal Ladies LSL | Lotto Soudal Ladies LSL  | Lotto Soudal Ladies LSL |
| ----------------------- | ------------------------ | ----------------------- |
| Num                     | Coureuse                 | Pos                     |
| 21                      | Mijntje Geurts (NED)     | 81e                     |
| 22                      | Kylie Waterreus (NED)    | 80e                     |
| 23                      | Katrijn De Clercq (BEL)  | 48e                     |
| 24                      | Mieke Docx (BEL)         | 82e                     |
| 25                      | Josie Knight (GBR)       | 78e                     |
| 26                      | Abby-Mae Parkinson (GBR) | 89e                     |

| Canyon-SRAM Racing CSR | Canyon-SRAM Racing CSR     | Canyon-SRAM Racing CSR |
| ---------------------- | -------------------------- | ---------------------- |
| Num                    | Coureuse                   | Pos                    |
| 31                     | Katarzyna Niewiadoma (POL) | 41e                    |
| 32                     | Shari Bossuyt (BEL)        | 28e                    |
| 33                     | Chloé Dygert (USA)         | 26e                    |
| 34                     | Lisa Klein (GER)           | 97e                    |
| 35                     | Alice Barnes (GBR)         | 33e                    |
| 36                     | Sarah Roy (AUS)            | 104e                   |

| EF Education-TIBCO-SVB TIB | EF Education-TIBCO-SVB TIB | EF Education-TIBCO-SVB TIB |
| -------------------------- | -------------------------- | -------------------------- |
| Num                        | Coureuse                   | Pos                        |
| 41                         | Magdeleine Vallieres (CAN) | 35e                        |
| 42                         | Letizia Borghesi (ITA)     | 21e                        |
| 43                         | Emma Langley (USA)         | AB                         |
| 44                         | Emily Newsom (USA)         | 88e                        |

| FDJ-Nouvelle Aquitaine-Futuroscope FSF | FDJ-Nouvelle Aquitaine-Futuroscope FSF | FDJ-Nouvelle Aquitaine-Futuroscope FSF |
| -------------------------------------- | -------------------------------------- | -------------------------------------- |
| Num                                    | Coureuse                               | Pos                                    |
| 51                                     | Grace Brown (AUS)                      | 32e                                    |
| 52                                     | Clara Copponi (FRA)                    | 5e                                     |
| 54                                     | Eugénie Duval (FRA)                    | 55e                                    |
| 55                                     | Vittoria Guazzini (ITA)                | 39e                                    |
| 56                                     | Maëlle Grossetête (FRA)                | 67e                                    |

| Liv Racing Xstra LIV | Liv Racing Xstra LIV      | Liv Racing Xstra LIV |
| -------------------- | ------------------------- | -------------------- |
| Num                  | Coureuse                  | Pos                  |
| 61                   | Sabrina Stultiens (NED)   | 40e                  |
| 62                   | Amber van der Hulst (NED) | 101e                 |
| 63                   | Valerie Demey (BEL)       | 37e                  |
| 64                   | Jeanne Korevaar (NED)     | 23e                  |
| 65                   | Marta Jaskulska (POL)     | AB                   |
| 66                   | Quinty Ton (NED)          | 79e                  |

| Movistar Team MOV | Movistar Team MOV          | Movistar Team MOV |
| ----------------- | -------------------------- | ----------------- |
| Num               | Coureuse                   | Pos               |
| 71                | Annemiek van Vleuten (NED) | 1re               |
| 72                | Alicia González (ESP)      | 64e               |
| 73                | Barbara Guarischi (ITA)    | 95e               |
| 74                | Emma Norsgaard (DEN)       | 6e                |
| 75                | Sara Martín (ESP)          | 94e               |
| 76                | Aude Biannic (FRA)         | 93e               |

| Team BikeExchange-Jayco BEX | Team BikeExchange-Jayco BEX | Team BikeExchange-Jayco BEX |
| --------------------------- | --------------------------- | --------------------------- |
| Num                         | Coureuse                    | Pos                         |
| 81                          | Nina Kessler (NED)          | 90e                         |
| 82                          | Teniel Campbell (TTO)       | 77e                         |
| 83                          | Kristen Faulkner (USA)      | 60e                         |
| 84                          | Georgia Baker (AUS)         | 25e                         |
| 85                          | Ruby Roseman-Gannon (AUS)   | 12e                         |
| 86                          | Ane Santesteban (ESP)       | 66e                         |

| Arkéa Pro Cycling Team ARK | Arkéa Pro Cycling Team ARK    | Arkéa Pro Cycling Team ARK |
| -------------------------- | ----------------------------- | -------------------------- |
| Num                        | Coureuse                      | Pos                        |
| 91                         | Charlotte Becker (GER)        | AB                         |
| 92                         | Pauline Allin (FRA)           | 99e                        |
| 93                         | Lucie Jounier (FRA)           | 49e                        |
| 94                         | Typhaine Laurance (FRA)       | 96e                        |
| 95                         | Marie-Morgane Le Deunff (FRA) | 107e                       |
| 96                         | Greta Richioud (FRA)          | 112e                       |

| Bingoal-Chevalmeire-Van Eyck Sport BCV | Bingoal-Chevalmeire-Van Eyck Sport BCV | Bingoal-Chevalmeire-Van Eyck Sport BCV |
| -------------------------------------- | -------------------------------------- | -------------------------------------- |
| Num                                    | Coureuse                               | Pos                                    |
| 101                                    | Julie Hendrickx (BEL)                  | AB                                     |
| 102                                    | Minke Bakker (NED)                     | AB                                     |
| 103                                    | Noa Jansen (NED)                       | AB                                     |
| 104                                    | Danique Braam (NED)                    | 69e                                    |
| 105                                    | Naomi de Roeck (BEL)                   | AB                                     |
| 106                                    | Claudia Jongerius (NED)                | 86e                                    |

| Ceratizit-WNT Pro Cycling WNT | Ceratizit-WNT Pro Cycling WNT       | Ceratizit-WNT Pro Cycling WNT |
| ----------------------------- | ----------------------------------- | ----------------------------- |
| Num                           | Coureuse                            | Pos                           |
| 111                           | Maria Giulia Confalonieri (ITA)     | 8e                            |
| 112                           | Marta Lach (POL)                    | 83e                           |
| 113                           | Lizbeth Salazar (MEX) (route)       | AB                            |
| 114                           | Kathrin Schweinberger (AUT) (route) | 114e                          |
| 115                           | Lea Lin Teutenberg (GER)            | 74e                           |
| 116                           | Lara Vieceli (ITA)                  | 106e                          |

| Cofidis COF | Cofidis COF                   | Cofidis COF |
| ----------- | ----------------------------- | ----------- |
| Num         | Coureuse                      | Pos         |
| 121         | Gabrielle Pilote Fortin (CAN) | 72e         |
| 122         | Victoire Berteau (FRA)        | 62e         |
| 123         | Alana Castrique (BEL)         | AB          |
| 124         | Valentine Fortin (FRA)        | 68e         |
| 126         | Martina Alzini (ITA)          | 44e         |

| IBCT IBC | IBCT IBC                       | IBCT IBC |
| -------- | ------------------------------ | -------- |
| Num      | Coureuse                       | Pos      |
| 131      | Sara Van de Vel (BEL)          | 113e     |
| 132      | Svenja Betz (GER)              | AB       |
| 133      | Antonia Gröndahl (FIN) (route) | AB       |
| 134      | Alice Sharpe (IRL)             | 87e      |
| 135      | Elizabeth Bennett (GBR)        | AB       |
| 136      | Fien Van Eynde (BEL)           | AB       |

| Le Col-Wahoo DRP | Le Col-Wahoo DRP              | Le Col-Wahoo DRP |
| ---------------- | ----------------------------- | ---------------- |
| Num              | Coureuse                      | Pos              |
| 141              | Jesse Vandenbulcke (BEL)      | 20e              |
| 142              | April Tacey (GBR)             | 100e             |
| 143              | Marjolein van 't Geloof (NED) | 71e              |
| 144              | Maike van der Duin (NED)      | 46e              |
| 145              | Elizabeth Holden (GBR)        | 34e              |
| 146              | Alice Towers (GBR)            | 61e              |

| Multum Accountants MUL | Multum Accountants MUL    | Multum Accountants MUL |
| ---------------------- | ------------------------- | ---------------------- |
| Num                    | Coureuse                  | Pos                    |
| 151                    | Fien Delbaere (BEL)       | AB                     |
| 152                    | Sara Maes (BEL)           | AB                     |
| 153                    | Mareille Meijering (NED)  | 19e                    |
| 154                    | Megan Panton (GBR)        | AB                     |
| 155                    | Céline van Houtum (NED)   | 109e                   |
| 156                    | Bente van Teeseling (NED) | AB                     |

| AG Insurance NXTG AGI | AG Insurance NXTG AGI | AG Insurance NXTG AGI |
| --------------------- | --------------------- | --------------------- |
| Num                   | Coureuse              | Pos                   |
| 161                   | Lone Meertens (BEL)   | 98e                   |
| 162                   | Julia Borgström (SWE) | 14e                   |
| 163                   | Gaia Masetti (ITA)    | 92e                   |
| 164                   | Mylène de Zoete (NED) | 116e                  |
| 165                   | Ilse Pluimers (NED)   | 105e                  |
| 166                   | Maud Rijnbeek (NED)   | 73e                   |

| Pays-Bas NED | Pays-Bas NED         | Pays-Bas NED |
| ------------ | -------------------- | ------------ |
| Num          | Coureuse             | Pos          |
| 171          | Pien Limpens         | AB           |
| 172          | Mischa Bredewold     | 31e          |
| 173          | Femke Gerritse       | 54e          |
| 174          | Leonie Bos           | AB           |
| 175          | Rosalie Van der Wolf | 110e         |
| 176          | Anne Van Rooijen     | 111e         |

| Coop-Hitec Products HPU | Coop-Hitec Products HPU        | Coop-Hitec Products HPU |
| ----------------------- | ------------------------------ | ----------------------- |
| Num                     | Coureuse                       | Pos                     |
| 181                     | Emma Boogaard (NED)            | AB                      |
| 182                     | Caroline Andersson (SWE)       | 70e                     |
| 183                     | Pernille Larsen Feldmann (NOR) | AB                      |
| 184                     | Ingvild Gåskjenn (NOR)         | 52e                     |
| 185                     | Josie Nelson (GBR)             | 102e                    |
| 186                     | Jessica Roberts (GBR)          | AB                      |

| Team DSM DSM | Team DSM DSM                  | Team DSM DSM |
| ------------ | ----------------------------- | ------------ |
| Num          | Coureuse                      | Pos          |
| 191          | Lorena Wiebes (NED)           | 3e           |
| 192          | Franziska Koch (GER)          | 47e          |
| 193          | Charlotte Kool (NED)          | 91e          |
| 194          | Liane Lippert (GER)           | 29e          |
| 195          | Floortje Mackaij (NED)        | 18e          |
| 196          | Pfeiffer Georgi (GBR) (route) | 45e          |

| Team Jumbo-Visma TJV | Team Jumbo-Visma TJV   | Team Jumbo-Visma TJV |
| -------------------- | ---------------------- | -------------------- |
| Num                  | Coureuse               | Pos                  |
| 201                  | Anna Henderson (GBR)   | 7e                   |
| 202                  | Teuntje Beekhuis (NED) | 57e                  |
| 203                  | Romy Kasper (GER)      | 51e                  |
| 204                  | Anouska Koster (NED)   | 24e                  |
| 205                  | Karlijn Swinkels (NED) | 11e                  |
| 206                  | Jip van den Bos (NED)  | 53e                  |

| Valcar-Travel & Service VAL | Valcar-Travel & Service VAL | Valcar-Travel & Service VAL |
| --------------------------- | --------------------------- | --------------------------- |
| Num                         | Coureuse                    | Pos                         |
| 211                         | Chiara Consonni (ITA)       | 16e                         |
| 212                         | Anastasia Carbonari (LAT)   | 118e                        |
| 213                         | Eleonora Gasparrini (ITA)   | 58e                         |
| 214                         | Karolina Kumięga (POL)      | 84e                         |
| 215                         | Silvia Persico (ITA)        | 22e                         |
| 216                         | Ilaria Sanguineti (ITA)     | 117e                        |

| UAE Team ADQ UAD | UAE Team ADQ UAD            | UAE Team ADQ UAD |
| ---------------- | --------------------------- | ---------------- |
| Num              | Coureuse                    | Pos              |
| 221              | Marta Bastianelli (ITA)     | 9e               |
| 222              | Sofia Bertizzolo (ITA)      | 15e              |
| 223              | Eugenia Bujak (SLO) (route) | 30e              |
| 224              | Alessia Patuelli (ITA)      | 59e              |
| 225              | Laura Tomasi (ITA)          | 75e              |
| 226              | Anna Trevisi (ITA)          | 76e              |

| Uno-X Pro Cycling Team UXT | Uno-X Pro Cycling Team UXT  | Uno-X Pro Cycling Team UXT |
| -------------------------- | --------------------------- | -------------------------- |
| Num                        | Coureuse                    | Pos                        |
| 231                        | Susanne Andersen (NOR)      | 50e                        |
| 232                        | Hannah Barnes (GBR)         | 63e                        |
| 233                        | Rebecca Koerner (DEN)       | 103e                       |
| 234                        | Julie Norman Leth (DEN)     | 10e                        |
| 235                        | Mie Bjørndal Ottestad (NOR) | 85e                        |
| 236                        | Anne Dorthe Ysland (NOR)    | 13e                        |

Source.

## Organisation
Flanders Classics organise la course.